# Wilson Pérez
Wilson Enrique Pérez (Barranquilla, 9 augustus 1967) is een voormalig profvoetballer uit Colombia. Hij speelde als verdediger.

## Clubcarrière
Pérez begon zijn profcarrière in 1987 bij América de Cali, waar hij negen seizoenen speelde. Met die club behaalde hij vier landstitels.

## Interlandcarrière
Pérez speelde 47 officiële interlands voor Colombia in de periode 1989-2003, en scoorde drie keer voor de nationale ploeg. Onder leiding van bondscoach Francisco Maturana maakte hij zijn debuut op 3 februari 1989 in het vriendschappelijke duel tegen Peru, dat Colombia met 1-0 won door een rake strafschop van doelman René Higuita. Het duel was tevens het debuut van Carlos Estrada en Rubén Darío Hernández. Pérez nam met Colombia onder meer deel aan het WK voetbal 1994 in de Verenigde Staten.
| Interlandoelpunten | Interlandoelpunten | Interlandoelpunten | Interlandoelpunten       | Interlandoelpunten | Interlandoelpunten | Interlandoelpunten | Interlandoelpunten |
| #                  | Datum              | Locatie            | Wedstrijd                | Goal(s)            | Score              | Uitslag            | Wedstrijd          |
| ------------------ | ------------------ | ------------------ | ------------------------ | ------------------ | ------------------ | ------------------ | ------------------ |
| 1                  | 29/08/1993         | Barranquilla       | Colombia – Peru          | 76'                | 4 – 0              | 4 – 0              | WK-kwalificatie    |
| 2                  | 20/02/1994         | Miami              | Colombia – Bolivia       | 77' (pen.)         | 2 – 0              | 2 – 0              | Oefeninterland     |
| 3                  | 03/06/1994         | Foxborough         | Colombia – Noord-Ierland | 30'                | 1 – 0              | 2 – 0              | Oefeninterland     |

## Erelijst
América de Cali
- Copa Mustang

1985, 1986, 1990, 1992